# سامانه باز
سامانه باز (انگلیسی: Open system) به سامانه‌ای اطلاق می‌شود که با محیط پیرامون خود، تعاملات خارجی در قالب اطلاعات، انرژی یا انتقال مواد، داشته باشد و جریان مبادله انرژی میان سامانه و محیط برقرار می‌باشد. عناصر تشکیل‌دهنده سامانه‌ها به‌طور دائم در حال تغییر و دگرگونی است، از سوی دیگر محیط پیرامون سامانه‌ها نیز در حال تغییر و تحول می‌باشد، که با برقراری ارتباط میان سامانه‌های باز و محیط اطراف و انجام مبادلات لازم، سامانه به‌نوعی تعادل دست می‌یابد. به این حالت تعادل، در سامانه‌های بسته؛ تعادل ساکن (یا استاتیکی) و در سامانه‌های باز؛ تعادل پویا (یا دینامیکی) گفته می‌شود.